# معرض وندوة الدفاع الدولي
معرض وندوة الدفاع الدولي ، والذي يشار إليه عادة باسم (إدياس) ، هو حدث في قطاع الدفاع، يقام كل سنتين في باكستان . منذ إنشائها من قبل الرئيس برويز مشرف في عام 2000، نمت لتشمل أكثر من 54000 زائر تجاري و290 عضوًا مندوبًا (من 43 دولة) و133 عارضًا وطنيًا و294 عارضًا من جميع أنحاء العالم اعتبارًا من معرض إدياس 2016.
تولي الحكومة الباكستانية مستوى عال من الأهمية لـ إدياس؛ وعلى الرغم من أنها تجتذب عددًا كبيرًا من المندوبين، إلا أنه يُنظر إليها على أنها وسيلة لتسهيل تجارة الأسلحة المحلية الخاصة بهم. ومن المعروف أن مستوى المشاركة السياسية يصل إلى أعلى المستويات، حيث قام الرئيس آصف علي زرداري شخصياً بدعوة أمير الكويت الشيخ صباح الأحمد الجابر الصباح لحضور هذا الحدث في عام 2008 من أجل تعزيز فرص التصدير الباكستاني. من دبابات الخالد القتالية الرئيسية المطورة محلياً.
منظمة ترويج الصادرات الدفاعية ، أو ببساطة أو بإختصار ديبو ، هي الوكالة الحكومية المسؤولة عن نجاح وتنظيم إدياس. عادةً ما يقومون بالاستعانة بمصادر خارجية لبعض عناصر إنتاج المعرض لشركات خاصة. ومن عام 2000 إلى عام 2006، قامت شركة بيجاسوس للاستشارات الخاصة المحدودة بتنظيم هذا الحدث. ومع ذلك، بعد إلغاء مؤتمر 2010 بسبب الفيضانات الكارثية التي ضربت باكستان في أواخر ذلك العام، تم منح عقد إنتاج الحدث لشركة بدر اكسبو للحلول. عند تقييم نمو الحدث منذ افتتاحه في عام 2000، أعلن رئيس الوزراء يوسف رضا جيلاني في "الإطلاق التجريبي" لمعرض إدياس 2012 أن المعرض أصبح "حدثًا ضخمًا" في أحد عشر عامًا فقط وحقق اعترافًا عالميًا. يقام معرض إدياس كل سنتين في مركز اكسبو كراتشي بمشاركة من جميع أنحاء العالم.

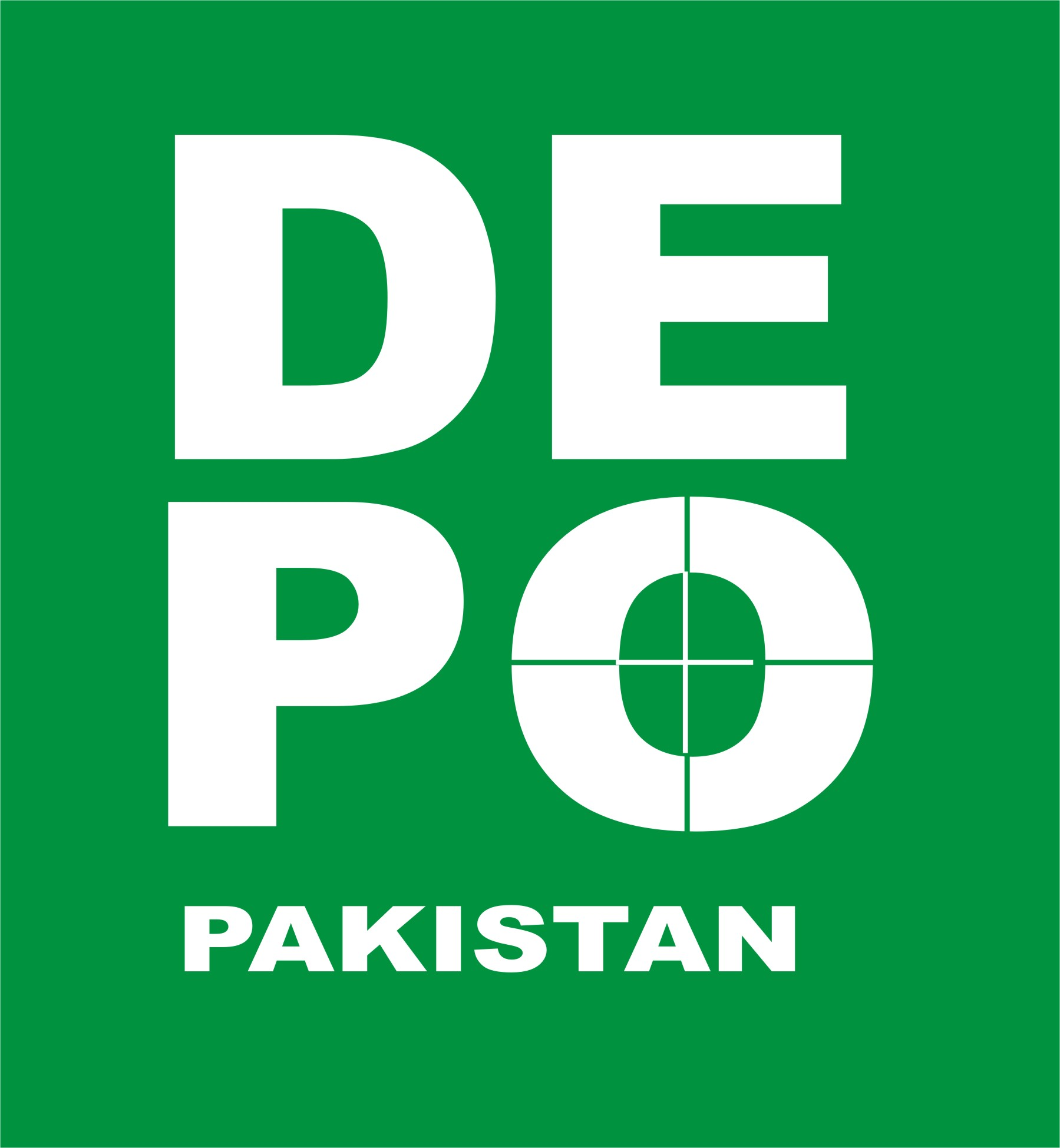
شعار منظمة ترويج الصادرات الدفاعية ، أو ديبو

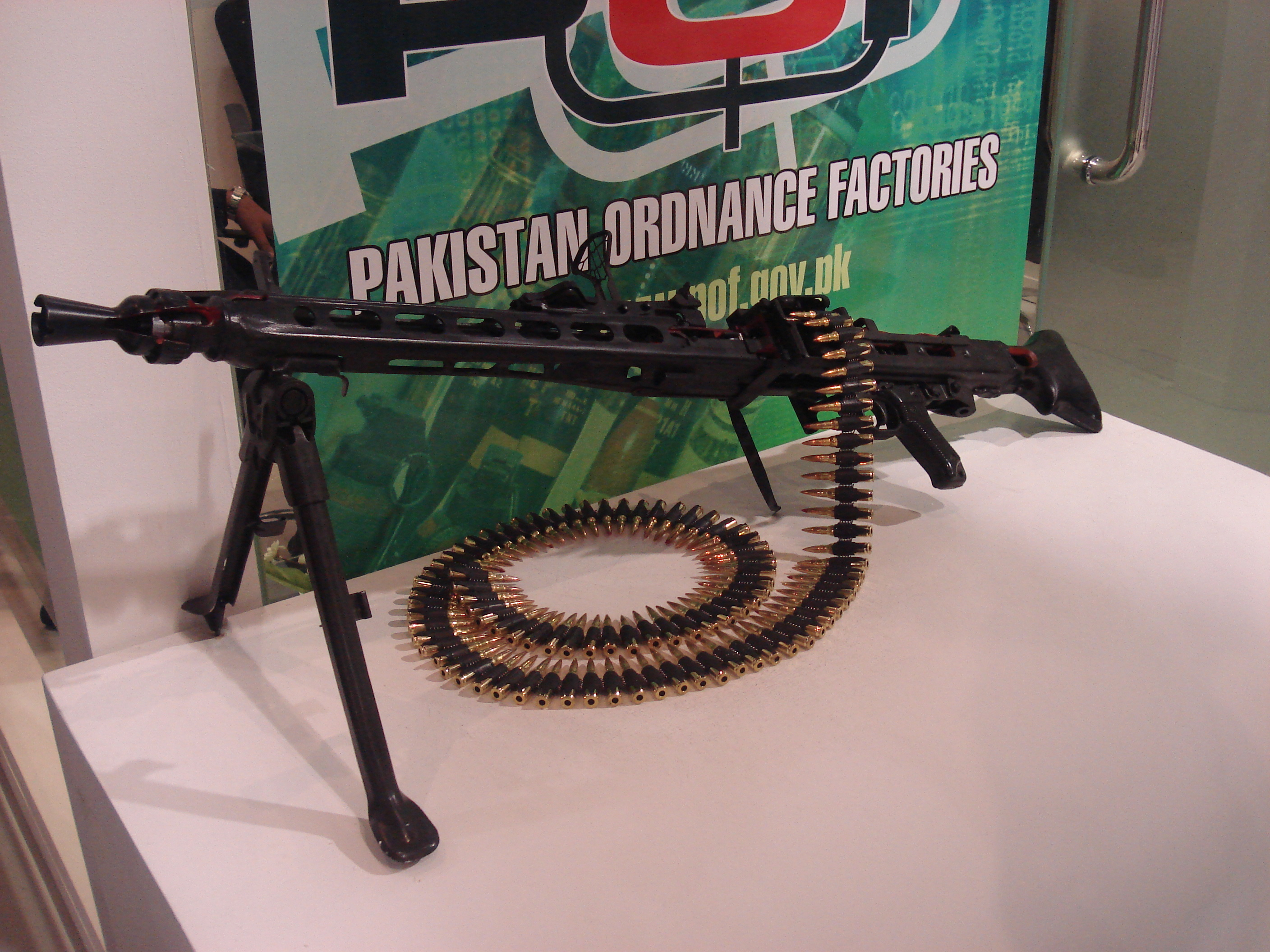
مدفع رشاش راينميتال أم جي 3 ، تم إنتاجه بموجب ترخيص من مصانع الذخائر الباكستانية (POF)، معروض في معرض إدياس

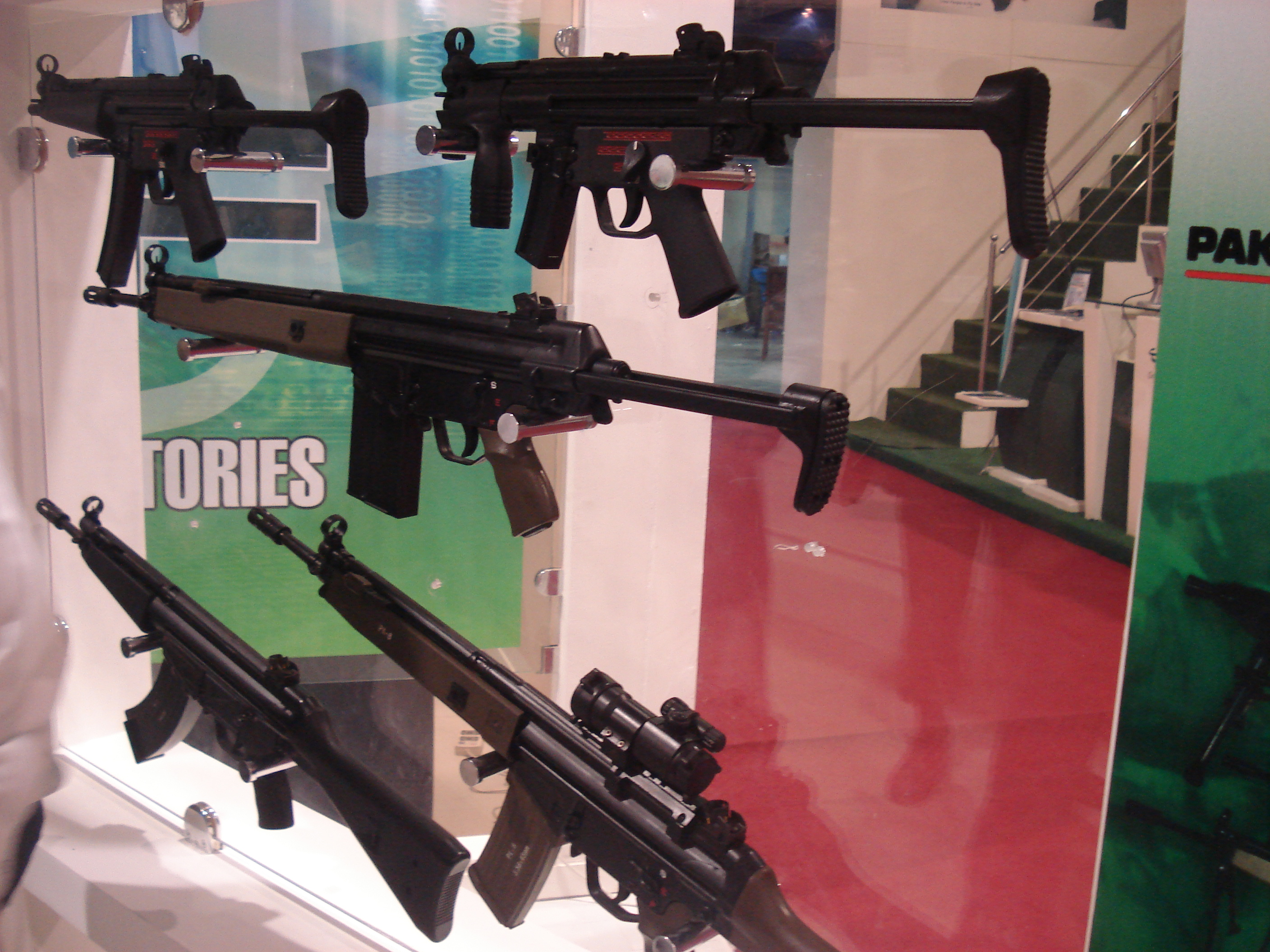
يتم عرض العديد من متغيرات أتش كيه إم بي 55 و أتش كيه جي3 التي تنتجها POF في إدياس.

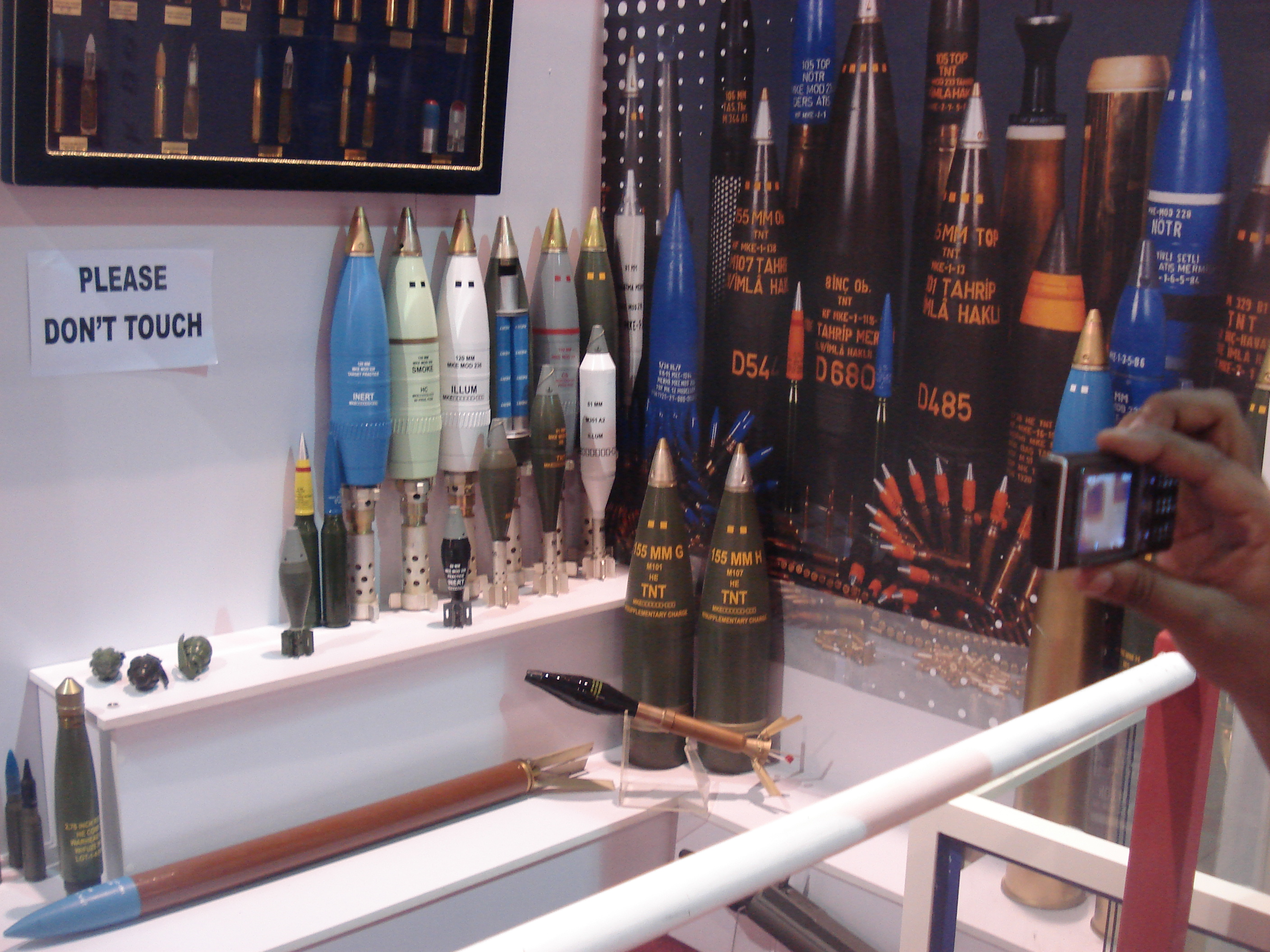
مجموعة متنوعة من القنابل اليدوية وقذائف المدفعية وقذائف الهاون والذخائر الأخرى التي تنتجها مصانع الذخائر الباكستانية ، معروضة في إدياس.

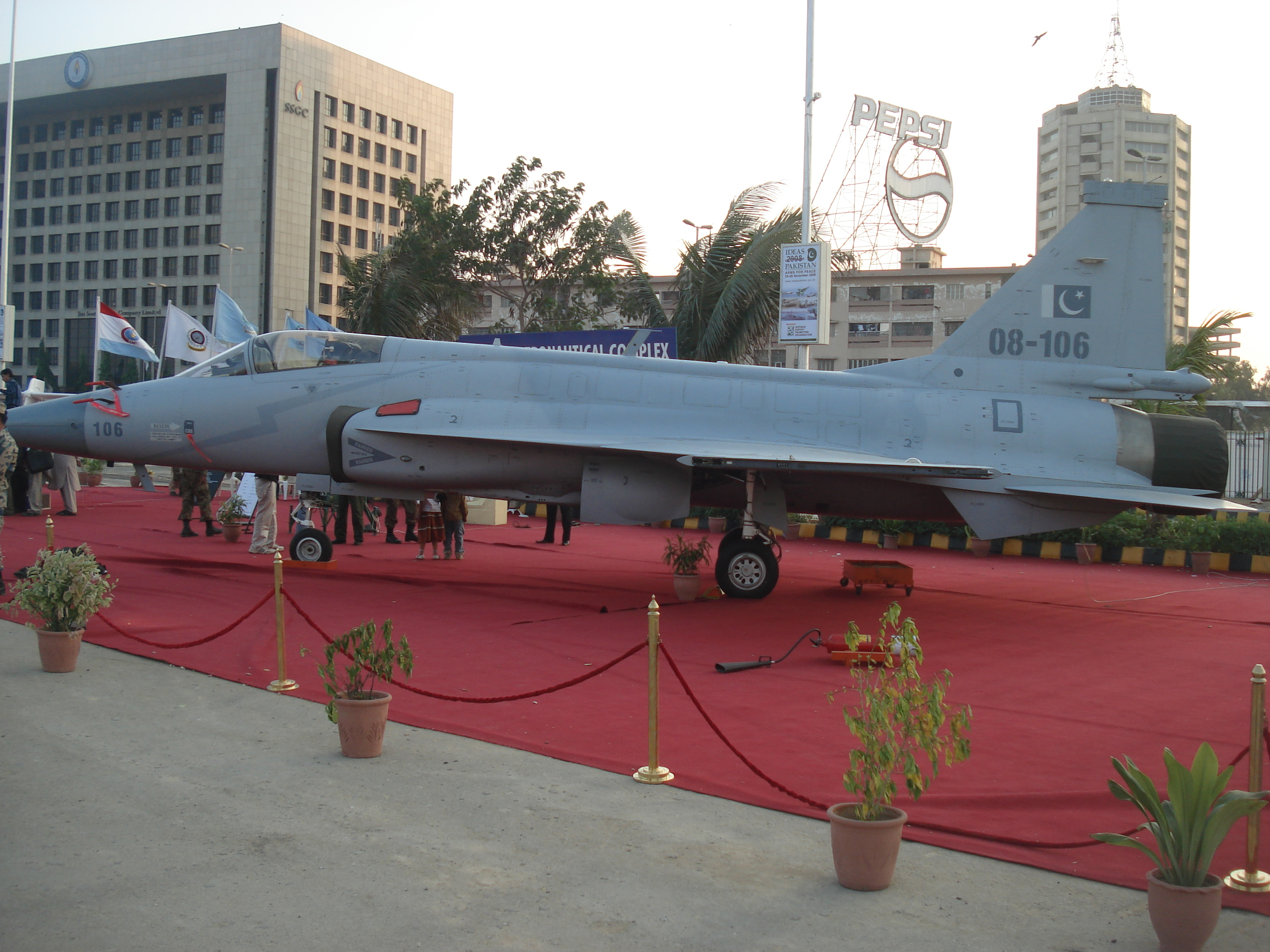
طائرة جيه أف-17 ثاندر في معرض إدياس 2008

معرض إدياس 2022

نتيجة بها شعار معرض إدياس 2024